# Сорока-злодійка (опера)
Про однойменний радянський фільм див. Сорока-злодійка (фільм, 1958)

«Сорока-злодійка» (італ. La gazza ladra) — опера семісеріа на 2 дії італійського композитора Джоаккіно Россіні, лібрето Джованні Герардіні за п'єсою Жан-Марі-Теодора Бодуена д'Обіньї та Луї-Шарля Кеньє «Сорока-злодійка, або Служниця з Палезо».

## Історія опери
Назва опери пов'язана з реальними подіями, які відбувалися у XVIII столітті в місті Палезо недалеко від Парижа. Бідна дівчина була засуджена на смерть за крадіжку деяких предметів зі срібного столового сервізу в домі, де вона була служницею. Проте, після виконання вироку з'ясувалося, що ці предмети насправді викрала сорока і сховала у своїм гнізді. Місцева рада громади створила спеціальний фонд для відправляння щорічної меси за упокій душі невинної жертви, що дістала назву «сорочина меса» (La messe de pie).
Прем'єра опери відбулася 31 травня 1817 року на сцені театру Ла Скала в Мілані. Диригував Алессандро Ролла. Головні партії співали контральт Тереза Белок Джорджі (1784—1855) та бас Філіппо Галлі (1783—1853). У цьому ж році опера була поставлена у Вероні, Венеції та Флоренції; наступного року в Пезаро Россіні вніс зміни до партитури для урочистого відкриття нового театру. Подальші зміни були зроблені в наступних постановках у Неаполі (1819 і 1820), та після прем'єри в Парижі в 1866 році.

## Дійові особи

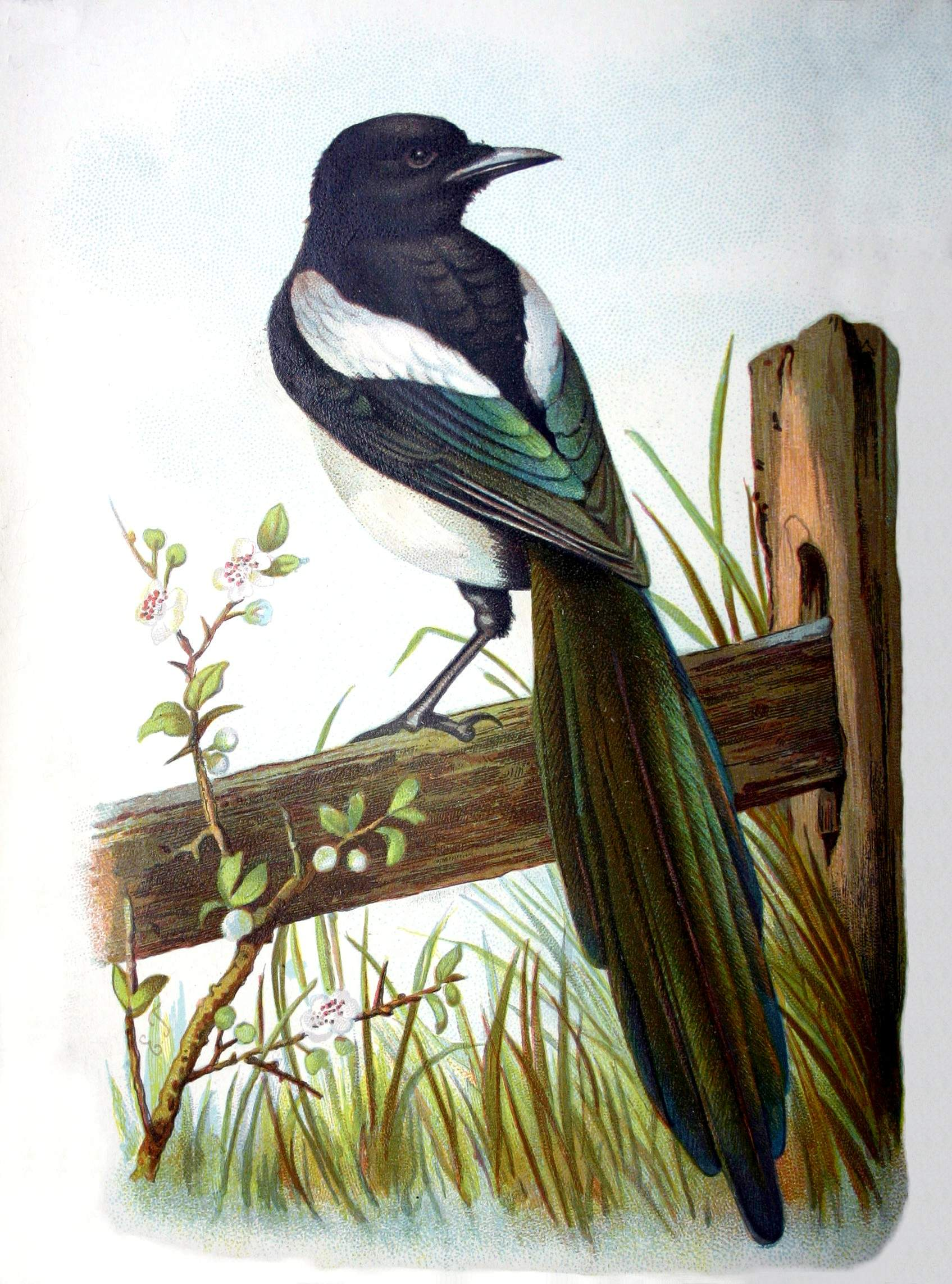
Сорока

- Нінетта — служниця Фабріціо Вінградіто, (сопрано)
- Фабріціо Вінградіто — заможний селянин, (бас)
- Джанетто — син Фабріціо, (тенор)
- Лючія — дружина Фабріціо, (меццо-сопрано)
- Фернандо Вілябелла — батько Нінетти, (бас)
- Готардо — сільський староста, (бас)
- Піппо — працівник Фабріціо, (Контральто)
- Джорджо — слуга старости, (бас)
- Ісак — лихвар, (тенор)
- Антоніо — наглядач, (тенор)
- Ернест — солдат, товариш Фернандо, (бас)

## Сюжет

### Дія І
В будинку Фабріціо Вінградіто та його дружини Лючії готуються до повернення їх сина Джанетто з армії. Коли всі розходяться, на подвір'я Фабріціо приходить лихвар Ісак і пропонує свої товари, однак слуга Піппо його випроваджує за ворота.

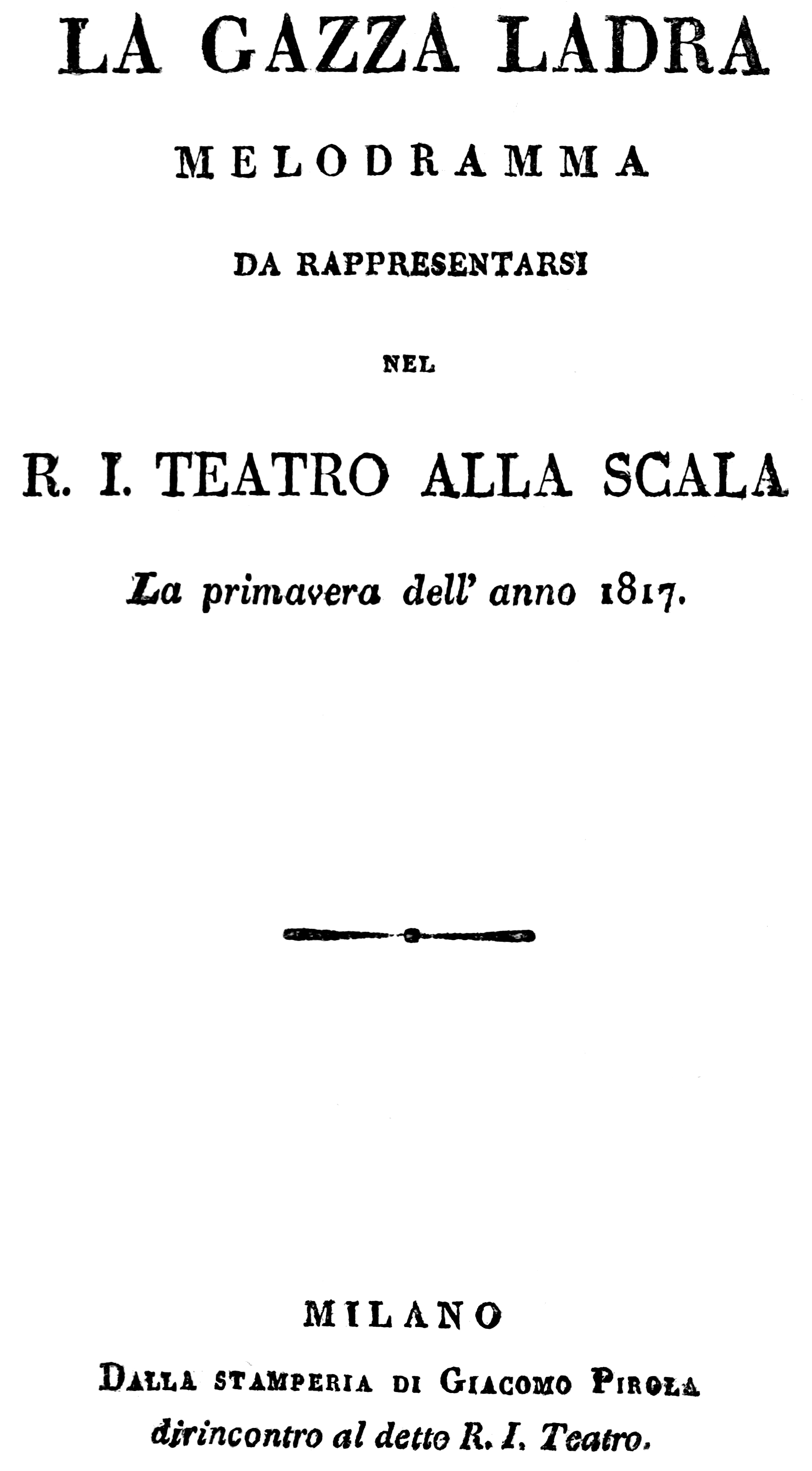
Титульна сторінка лібрето

У супроводі селян входить Джанетто, якого вітають батьки, Нінетта та Піппо. Розпочинається святкування, проголошуються тости. Коли гості розходяться Нінетта збирає зі столу. Несподівано з'являється незнайомець. Виявляється, що це замаскований батько Нінетти — Фернандо Вілябелла, який втік з військового арешту. Він просить дочку продати срібну ложку, єдиний цінний предмет, який у нього залишився.
Прибуває сільський староста Подеста Готтардо. Він закоханий у Нінетту і хоче її посватати. Батько дівчини не встиг сховатися, тому ховає від старости своє обличчя. Тим часом гонець приносить старості листа, однак той не має окулярів і просить Нінетту його прочитати. У листі описуються прикмети втікача-солдата, який засуджений на смерть, однак Нінетта змінює опис батька. Староста освідчується Нінетті, але вона йому відмовляє. Староста і батько відходять, але коли Нінетта дивиться за ними услід, сорока краде одну з чайних ложечок з сервізу Лючії.
Нінетта зустрічається з лихварем і продає йому чайну ложку батька. Повертаються Фабріціо, Лючія, Джанетто та староста Готтардо. Недовірлива господиня перевіряє посуд і виявляє пропажу ложечки. Викликаний лихвар уже перепродав ложечку, яку йому продала Нінетта. Її запідозрюють у крадіжці і староста бажаючи помститися — заарештовує її.

### Дія ІІ
Тюрма, в якій перебуває Нінетта. Наглядач Антоніо відчуває симпатію до Нінетти і пропускає до неї Джанетто. Нінетта переконує коханця, що вона не винна, але честь і гідність не дають їй можливості розказати усю правду. Приходить до Нінетти також староста села Готтардо. Він знову пропонує свою любов, а в обмін на неї пропонує свободу. Нінетту також відвідує її друг Піппо. Молодий слуга повинен передати від Нінетти гроші для батька та перстень для Джанетто — як доказ любові.

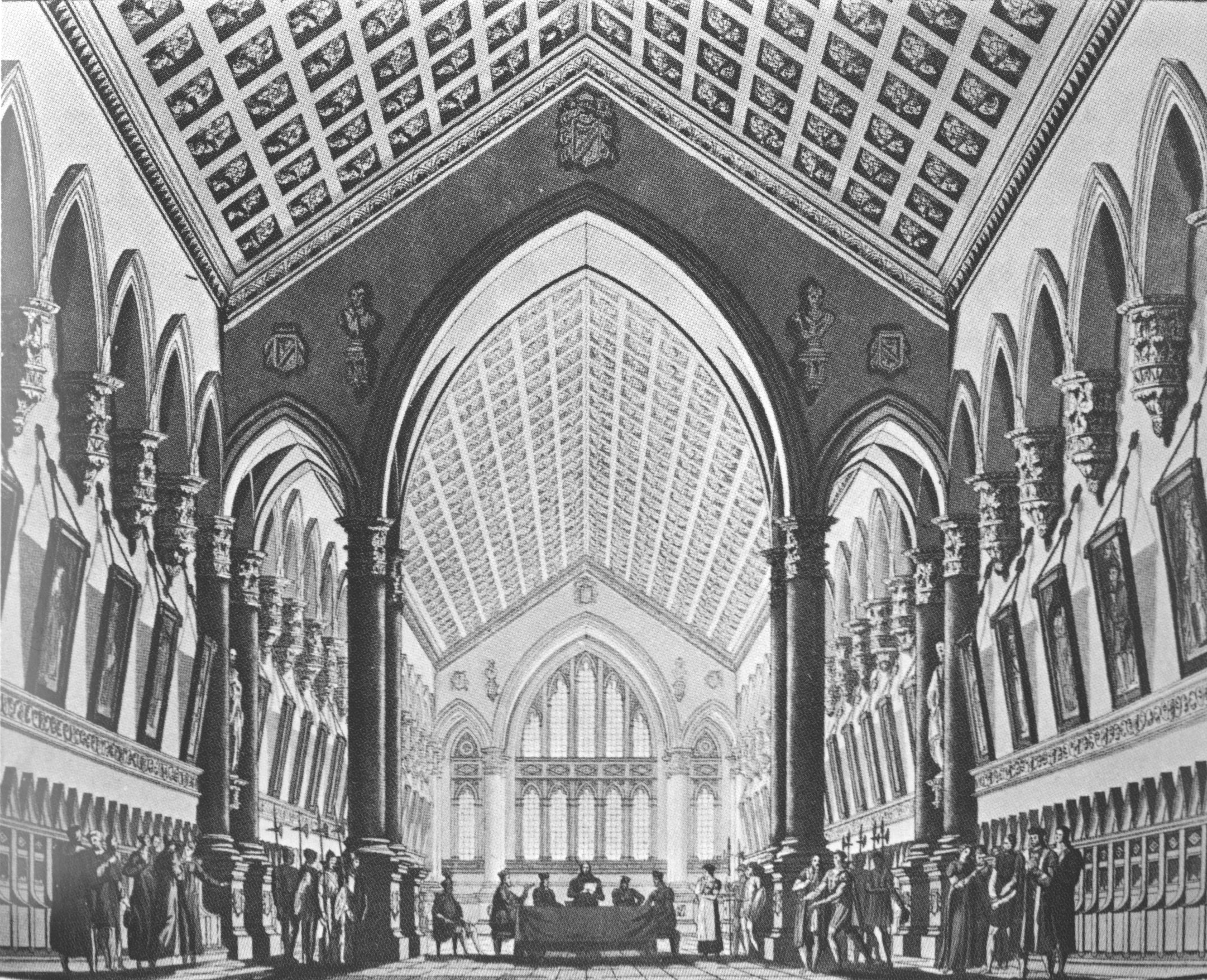
Декорації для опери «Сорока-злодійка» Россіні в Ла Скала — Суд. 1817

Фернандо охопила тривога, щось мало статися. Адже дочка Нінетта не принесла гроші, від неї нема жодної звісточки. Тому він змушений піти до дому Фабріціо, де Лючія розповіла йому що сталося. Фернандо поспішає до управи села щоб врятувати свою дочку. Тимчасом суд присяжних оголошує Нінетті смертний вирок. Джанетто просить Нінетту розказати всю правду. Фернанда, який прийшов до суду, староста визнає злочинцем і тому він не може бути свідком.
Тимчасом до села прибуває Ернесто, який привіз королівське помилування для Фернандо. Він розпитує Піппо, який перераховує свої гроші, де йому знайти старосту. Коли Піппо розмовляє з Ернесто, сорока-злодійка хапає одну з монет і летить на дзвіницю до свого гнізда. Піппо кидається за сорокою.
З'являється процесія селян і солдатів з Нінеттою, яку ведуть на страту. Коли процесія зникає, Піппо у гнізді знаходить не тільки свою монету, але багато предметів, у тому числі і срібну ложечку Лючії. Він дзвонить у дзвін на сполох і до дзвіниці збігаються люди. Екзекуцію скасовують і лунає залп, але тепер це постріли з радості, що Нінетта виправдана. Тепер немає жодних перешкод щоб Нінетта і Джанетто могли поєдна́тися. Ернесто вчасно вручає Готардові указ про помилування Фернандо. Всі, крім старости, переповнені радістю і щастям.

## Оркестр
- дві флейти, два гобої, два кларнети, два фаготи
- чотири валторни, дві труби, три тромбони
- контрабас, бас-барабан, трикутник, тарілки, два малі барабани, дзвін
- струнні

## Українські співаки в опері «Сорока-злодійка»
| Рік                 | Співак            | Голос   | Роль    | Місто       | Театр                                                    |
| ------------------- | ----------------- | ------- | ------- | ----------- | -------------------------------------------------------- |
| 2017 29,31/01 02/02 | Христина Далецька | сопрано | Нінетта | Барі Італія | Fondazione lirico sinfonica Petruzzelli e Teatri di Bari |